# Jean Mariotti
Jean Baptiste Mariotti (Farino, 23 agosto 1901 – Parigi, 21 giugno 1975) è stato uno scrittore francese della Nuova Caledonia, di origine corsa.

## Biografia
Nato a Farino in Nuova Caledonia nel 1901 da famiglia originaria della Corsica, infatti il padre originario di Campile era stato esiliato in Nuova Caledonia nel 1897 a causa di un delitto e aveva sposato in seconde nozze la piemontese  Marguerite Aïna (1875-1934), originaria di Cerano in provincia di Novara. Jean scopre il piacere della lettura negli anni del liceo a Numea. A 23 anni parte per la Francia dove comincia a lavorare per l'Hachette a Parigi. In questo periodo comincia a pubblicare i primi romanzi.
Durante la Seconda guerra mondiale entra a far parte dei Maquis. Nel dopoguerra abita a Montmartre e poi ritorna in Nuova Caledonia per ritornare definitivamente a Parigi.
I suoi romanzi vengono pubblicati da Flammarion, Stock, Gallimard e Rougerie e viene richiesto anche per le trasmissioni radiofoniche, realizzate con il suo amico Roger Richard. Viene, dunque, nominato Cavaliere delle Arti e delle Lettere da Georges Duhamel nel maggio 1957; successivamente viene eletto vicepresidente della Société des Gens de Lettres de France nel 1962. Muore a Parigi nel 1975 all'età di 74 anni.

## Opere principali
(in ordine alfabetico)
- A bord de l'incertaine
- Daphné
- La conquête du séjour paisible
- Le Dernier voyage du Thétis
- Les contes de Poindi
- Nouvelle-Calédonie, île des Pins, Loyautés
- Nouvelle-Calédonie: le livre du centenaire 1853-1953
- Remords
- Takata d'Aïmos
- Tout est peut-être inutile